# 2019년 성남 블루팬더스 시즌
2019년 성남 블루팬더스 시즌은 성남 블루팬더스가 독립야구 리그에 참가한 마지막 시즌이다. 마해영 감독이 팀을 이끈 마지막 시즌으로, 팀은 독립야구단 경기도리그 우승을 달성했으나, 운영난으로 인해 11월 20일, 해체되었다.

## 코치
- 투수코치 : 정재복
- 불펜코치 : 정규식
- 트레이닝코치 : 강흠덕
- 담당실장 : 김준수

## 선수단
- 투수 : 한석훈, 와타나베, 신민준, 박바로, 임진형, 임창록, 곽태용, 김용표, 변상우, 나호채, 김원용, 황건주
- 포수 : 전주영, 최현빈, 정규식
- 내야수 : 김윤범, 박휘연, 김혜성, 김성환, 황영묵
- 외야수 : 김태윤, 최준식, 김준홍, 김성훈, 신주영, 정순철, 양석준, 한상구

## 같이 보기
- 2018년 성남 블루팬더스 시즌